# Corine Dorland
Corine Dorland (Assendelft, Zaanstad, Holanda del Nord, 30 de juny de 1973) és una ciclista neerlandesa. Va combinar la carretera, el ciclisme de muntanya, el ciclocròs i el BMX.

## Palmarès en BMX
- 1991
  - Campiona del món en BMX
- 1993
  - Campiona del món en BMX
- 1994
  - Campiona del món en BMX

## Palmarès en ciclisme de muntanya
- 1999
  -  Campiona dels Països Baixos en Camp a través
- 2000
  -  Campiona dels Països Baixos en Camp a través
- 2001
  -  Campiona dels Països Baixos en Camp a través